# 东兴街道 (本溪市)
东兴街道，是中华人民共和国辽宁省本溪市明山区下辖的一个乡镇级行政单位。

## 行政区划
东兴街道下辖以下地区：
春明社区、青平社区、院校社区、育红社区、八一社区、长青社区、新兴社区、长城社区和东兴社区。